# Lucius Valerius Flaccus (Konsul 195 v. Chr.)
Der römische Politiker Lucius Valerius Flaccus († 180 v. Chr.) war ein Verbündeter Catos des Älteren.
Als Konservativer unterstützte Flaccus Catos Rolle als Verteidiger römischer Tradition gegen den Hellenismus. Er wurde im Jahr 201 v. Chr. kurulischer Ädil, 199 v. Chr. Prätor in Sizilien und 195 v. Chr. zusammen mit Cato Konsul. Während seines Konsulats schlug Flaccus die Boier und Insubrer. 191 v. Chr. war er Legat bei den Thermopylen. Als Triumvir half er im Jahr 190 v. Chr. bei der Verteidigung Placentias und Cremonas und gründete Bononia (Bologna). Er wurde 184 v. Chr. gemeinsam mit Cato Zensor und Princeps senatus, als Publius Cornelius Scipio Africanus starb. Er selbst starb im Jahr 180 v. Chr. Sein gleichnamiger Sohn bekleidete 152 v. Chr. das Konsulat.